# Crkva-tvrđava na Mrduji
Crkva-tvrđava se nalazi na otočiću Mrduji u Splitskim vratima.

## Opis
U kanalu između rtova otoka Brača i Šolte, a blizu luke Milna (kojoj administrativno pripada) je otočić Mrduja koji je još u antici imao značajnu ulogu u plovidbenom putu prema Saloni i Splitu. Na zapadnoj strani otočića je ruševna gotička crkvica s četvrtastom apsidom. Prizemlje je presvođeno, a nad svodom je terasa-osmatračnica s obrambenim elementima. Vjerojatno je korištena i kao svjetionik pa je i danas u funkciji signalizacijsko svjetlo za navigaciju.

## Zaštita
Pod oznakom Z-1864 zavedena je kao nepokretno kulturno dobro - pojedinačno, pravna statusa zaštićena kulturnog dobra, klasificirano kao "sakralna graditeljska baština".